# Warneńczyk (powieść)
Warneńczyk – powieść historyczna Mieczysława Smolarskiego opublikowana po raz pierwszy w 1921 r.

## Treść
Akcja powieści toczy się w okresie panowania Władysława III Warneńczyka, który przedstawiony jest jako rozumny i sprawiedliwy władca. Władysław panuje w okresie narastania husytyzmu, jako potężnego ruchu społecznego zwróconego przeciwko 
Kościołowi i porządkowi feudalnemu. Husytyzm reprezentuje postać Spytka z Melsztyna przeciwko któremu stoi Zbigniew Oleśnicki.